# مركز دراسات الوحدة العربية
مركز دراسات الوحدة العربية هو مركز توثيقي يهتم بالقضايا العربية ويعرض الحلول لها عبر عقد الندوات والمؤتمرات والدراسات الخاصة المهتمة بالعرب والتحديات التي تواجههم، ويركز على الدراسات السياسية والاقتصادية والتنموية والتعليمية والفكرية والفلسفية. ويرأسه خير الدين حسيب ومقره بيروت. يعتمد المركز في تمويله على عائدات الكتب والمجلات والدراسات التي يقوم بإصدارها.
يدار المركز بمدير عام تعينه اللجنة التنفيذية للمركز تنتخب كل أربع سنوات من قبل مجلس أمناء المركز.
وتتولى السيدة لونا أبو سويرح مهام المديرة العامة للمركز منذ تعيينها في سبتمبر 2017 ويتولى رئاسة اللجنة التنفيذية الدكتور أحمد يوسف أحمد بعد استقالة خير الدين حسيب في نوفمبر 2017.

## أهميته
يعتبر مركز دراسات الوحدة العربية واحداً من خمس مراكز عالمية يعنى بالدراسات المستقبلية وهو يغطي الدراسات في المنطقة العربية. تأسس المركز عام 1975 على أيدي نخبة من المفكرين القوميين العرب، وفي عام 2000 تمّ تصنيفه على أنه منظمة دولية. لا يتبع أية جهة حكومية أو أي تنظيم سياسي أو حزبي، فهو مركز مستقل يُعنى بالدراسات ذات العلاقة المباشرة بقضايا الوحدة العربية. تخضع جميع منشورات المركز من الكتب والمجلات إلى نظام صارم في التحكيم، ولا تقبل إلا الدراسات العلمية المعمّقة في موضوع الكتاب أو البحث المراد نشره، ضمن شروط يرتأيها المركز. يصدر المركز سنوياً ما يقرب من 50 كتاباً، ومن أبرز المجلات التي يصدرها المركز: مجلة المستقبل العربي، ومجلة إضافات (المجلة العربية لعلم الاجتماع)، ومجلة بحوث اقتصادية عربية، والمجلة العربية للعلوم السياسية. يتألف الهيكل التنظيمي لمركز دراسات الوحدة العربية من ثلاث هيئات هي: مجلس الأمناء، واللجنة التنفيذية، والجهاز الإداري.

## وصلات خارجية
- عنوان المركز الإلكتروني

## الجوائز
- جائزة أفضل ناشر عربي ضمن جوائز معرض القاهرة الدولي للكتاب لعام 2022